# Moby Ale
Il Moby Ale è stato un traghetto attivo dal 1969 al 2024, appartenuto alla compagnia di navigazione italiana Moby Lines dal 1996 al 2024.

## Servizio
Varato il 25 ottobre 1968 nel cantiere navale Aalborg Værft A/S di Aalborg con il nome di Mikkel Mols e consegnato il 30 marzo 1969 alla Mols-Linien A/S, prende servizio il 1º aprile nei collegamenti tra Sjælland e Ebeltoft.
Nel 1975 viene disarmato ed utilizzato come traghetto di riserva.
Il 1º settembre 1977 viene noleggiato alla Maritime Charter-Touririch GmbH ed impiegato nei collegamenti tra Emden e Delfzijl.
Il 26 novembre 1977, a causa dei problemi finanziari della compagnia armatrice, viene sequestrato. Successivamente viene rilasciato e disarmato ad Aarhus.
Nel maggio del 1979 viene noleggiato alla Rederi AB Sally e, ribattezzato con il nome d'arte di Viking 2, prende servizio il 15 maggio nei collegamenti tra Kappelskär e Mariehamn, fino al 21 agosto, quando fa ritorno in flotta Mols-Linien.
Il 27 marzo 1980 viene venduto alla Rederi Strandfaraskip Landsin e, ribattezzato Teistin il 4 aprile, prende servizio nei collegamenti tra Torshavn, Suderö e Klaksvig.
Dal 1982 al 1983 viene noleggiato al Governo di Trinidad e Tobago ed impiegato nei collegamenti tra le isole di Trinidad e Tobago.
Nel giugno del 1984 viene noleggiato alla S-F Line e, ribattezzato con il nome d'arte di Ålandsfärjan, opera dal 15 giugno al 12 agosto sulla Käpellskar-Mariehamn.
Nel settembre del 1984 viene brevemente noleggiato alla Aabenraa Linjen A/S ed impiegato nei collegamenti tra Aabenraa-Eckernförd.
Nel maggio del 1985 viene di nuovo noleggiato alla S-F Line e, ribattezzato di nuovo con il nome d'arte di Ålandsfärjan, opera dal 24 maggio all'11 agosto sulla Käpellskar-Mariehamn.
Dal 2 all’8 settembre 1985 viene noleggiato alla Greena-Hundested Linien A/S ed impiegato nei collegamenti tra Greena ed Hundested. Successivamente la nave torna ad operare nelle Fær Øer.
Nel novembre del 1996 viene venduto all'italiana Moby Lines e, ribattezzato Moby Ale, prende servizio il 30 marzo 1997 nei collegamenti tra Piombino e Portoferraio in sostituzione dell'Elba Prima.
Il 19 febbraio 2000, durante la navigazione verso Portoferraio, scoppia un incendio nella sala macchine del traghetto, prontamente domato dall'equipaggio. Tuttavia il traghetto, parzialmente danneggiato dall'incendio, viene trasferito in cantiere e riparato.
Nel 2012 rimane tutto l'anno in disarmo ai cantieri di Genova, tornando in servizio solo nel giugno del 2013 in sostituzione del Bastia nei collegamenti tra Piombino e Cavo. Dal 7 giugno torna regolarmente in servizio sulla Piombino-Portoferraio, fino al 13 agosto, quando torna a coprire la rotta per Cavo. Successivamente, viene di nuovo disarmato a Genova.
Dal giugno del 2014 torna in servizio sulla Piombino-Cavo, continuando ad operarvi anche nelle estati successive.
Nel 2017 torna ad operare nei collegamenti tra Piombino e Portoferraio, in sostituzione del Moby Kiss, fermo per un'avaria. Successivamente, torna regolarmente in servizio sulla Piombino-Cavo. 
Nelle stagioni estive 2018 e 2019 opera esclusivamente sulla Piombino-Portoferraio e sulla Piombino-Cavo. 
Dal 9 al 30 luglio 2022 viene brevemente noleggiato alla Toremar ed impiegato sulla Piombino - Portoferraio in sostituzione dell'Oglasa. Dal giorno successivo, torna regolarmente in servizio per Moby Lines sulla Piombino-Cavo.
Da gennaio ad ottobre 2023 opera nei collegamenti tra Piombino e Cavo. Successivamente viene disarmato a Piombino.

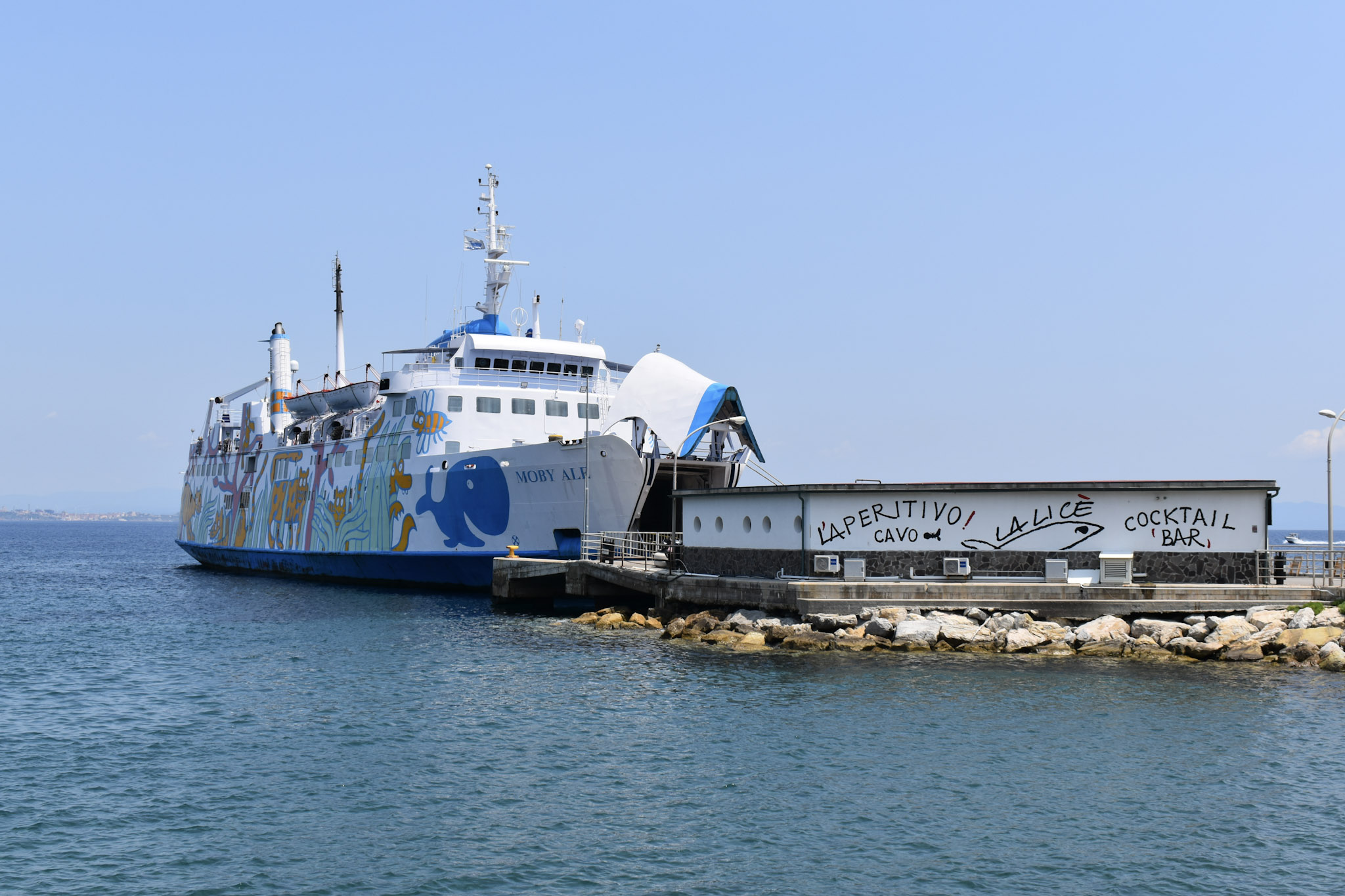
Il Moby Ale ormeggiato a Cavo nel 2023.

Dal 15 gennaio 2024 torna in servizio nei collegamenti tra Piombino e Portoferraio, inizialmente in sostituzione del Moby Kiss, fermo per lavori di manutenzione straordinaria. Successivamente, continua ad operare su questa tratta fino al 27 settembre, quando viene disarmato a Piombino. Nello stesso mese ne viene annunciata la vendita per demolizione.
Il 3 ottobre salpa da Portoferraio per Aliağa, dove giunge 3 giorni dopo e, posizionatosi alla fonda, viene spiaggiato il 10 ottobre successivo.

## Navi gemelle
- Istra (ex Mette Mols)
- Ibrahim (ex Maren Mols e Caravaggio)
- Isalita (ex Morten Mols)